# Pegomya ceratostylata
Pegomya ceratostylata är en tvåvingeart som beskrevs av Masayoshi Suwa 1997. Pegomya ceratostylata ingår i släktet Pegomya och familjen blomsterflugor. Inga underarter finns listade i Catalogue of Life.